# Romain Combaud
Romain Combaud (Saint-Doulchard, 1º aprile 1991) è un ciclista su strada francese che corre per il Team Picnic PostNL; è professionista dal 2016.

## Palmarès

### Strada
- 2013 (Armée de Terre, tre vittorie)

1ª tappa Boucles du Haut-Var
4ª tappa Tour de Mareuil-Verteillac-Ribérac
3ª tappa Tour de Moselle (Kanfen > Kanfen)
- 2014 (Armée de Terre, sette vittorie)

3ª tappa Boucles du Haut-Var (Aups > Régusse)
Grand Prix Gilbert Bousquet
Boucles guégonnaises
1ª tappa Tour de Franche-Comté (Besançon > Moirans-en-Montagne)
5ª tappa Tour Nivernais Morvan (Fours > Luzy)
Grand Prix de Boussières-sur-Sambre
Circuit des deux ponts

#### Altri successi
- 2015 (Armée de Terre)

Classifica scalatori Tour du Limousin
- 2023 (Team DSM)

1ª tappa Vuelta a España (Barcellona, cronosquadre)

## Piazzamenti

### Grandi Giri
- Giro d'Italia

2022: 104º
- Vuelta a España

2023: 119º

### Classiche monumento
- Milano-Sanremo

2021: 123º
2022: 122º
2024: 72º
2025: 131º
- Parigi-Roubaix

2016: ritirato
- Liegi-Bastogne-Liegi

2023: ritirato
2024: 107º
2025: ritirato